# Отогар (станція метро)
41°02′24″ пн. ш. 28°53′40″ сх. д. / 41.04010362794° пн. ш. 28.894566783744° сх. д.
Отога́р (тур. Otogar) — станція лінії М1 Стамбульського метрополітену. Відкрита 31 січня 1994, на дільниці подовження лінії М1 до станції Зейтинбурну.
Розташована на південному заході району Байрампаша у центрі Великого стамбульського автовокзалу.
Конструкція — Наземна станція закритого типу, має три колії та дві острівні платформи і є однією з чотирьох станцій Стамбульського метро, що має таке компонування — Єнікапи, Бостанджи і Санаї. На захід від Отогар М1 має розгалуження (виделковий рух) на M1A та M1B. M1A прямує на південний захід до аеропорту Стамбул-Ататюрк, а гілка M1B прямує на захід до Кіразли, де є пересадка на лінію M3.
Пересадки:
- Автобуси: 39O, 75O, 76O, 83O, 303B
- Маршрутки: Газіосманпаша — Отогар, Отогар — Едірнекапи, Топкапи — Отоджентер, Топкапи — Отогар — Істоч, Отогар — Юнус Емре-махаллесі, Бакиркьой — Отогар, Еюпсултан — Отогар — Давутпаша, Бахчеліевлер-метро — Ото-санаї, Депрем Конутлари — Отогар, Ікителлі-организе-санаї — Отогар, Каяшехір — Отогар

| Попередня станція    | Лінія | Лінія                           | Лінія | Наступна станція                                  |
| -------------------- | ----- | ------------------------------- | ----- | ------------------------------------------------- |
| Коджатепе до Єнікапи |       | M1 (Стамбульський метрополітен) |       | Есенлер до Кіразли Теразидере до Аеропорт Ататюрк |